# Анексиране на Крим от Русия
Анексията на Крим  от Руската федерация (на руски: Аннексия Крыма Российской Федерацией), в Русия наричана Присъединяване на Крим към Руската федерация (на руски: Присоедине́ние Кры́ма к Росси́йской Федера́ции), е осъществена на 18 март 2014 година. Оттогава полуостровът е администриран като два де факто руски федерални субекта — Република Крим и град Севастопол, които до 2016 година са групирани в Кримския федерален окръг. Анексирането е предшествано от военна намеса на Руската федерация в Крим, която се извършва след края на Украинската революция през 2014 г. и е част от по-широките вълнения в Южна и Източна Украйна.
На 22-23 февруари руският президент Владимир Путин свиква целодневна среща с началниците на службите за сигурност, за да обсъди освобождаването на украински президент Виктор Янукович. На 23 февруари 2014 г. се провеждат проруски демонстрации в кримския град Севастопол. На 27 февруари маскирани руски войски без отличителни знаци превземат Върховния съвет (парламента) на Крим.
Следва завладяване на стратегически обекти в Крим, което довежда до избирането на проруското правителство Аксьонов в Крим и обявяването на независимостта на Крим.
Украйна смята анексирането за нарушение на международния закон и споразуменията с Русия, включително и Споразумението за създаване на общност от независими държави през 1991, Хелзинкския заключителен акт, Будапещенски меморандум. Събитието е осъдено от много световни лидери като незаконно анексиране на украинска територия, в нарушение на Меморандума за суверенитета и териториалната цялост на Украйна от 1994 г., подписан от Русия. Това довежда до останалите членове на тогавашната Г8, които премахват Русия от групата, след което представят първия кръг от санкции срещу страната. Общото събрание на ООН също така отхвърли гласуването и анексирането, като прие незадължителна резолюция, потвърждаваща териториалната цялост на Украйна в нейните международно признати граници.